# حملة تشويه
حملة التشهير التي يشار إليها أيضًا باسم تكتيك التشهير أو ببساطة التشهير، هي محاولة للإضرار بسمعة شخص ما أو التشكيك فيها من خلال الترويج لدعاية سلبية ويستخدم تكتيكات تشويه السمعة.
يمكن تطبيق حملة التشهير على الأفراد أو الجماعات، قد تكون الأهداف المشتركة هي المسؤولين الحكوميين والسياسيين والمرشحين السياسيين والناشطين والأزواج السابقين، كما ينطبق هذا المصطلح أيضًا في سياقات أخرى مثل مكان العمل.
أصبح مصطلح حملة التشهير شائعًا في عام 1936 تقريبًا.

## التعريف
حملة التشهير هي جهد متعمد مع سبق الإصرار لتقويض سمعة ومصداقية وشخصية فرد أو مجموعة، مثل الحملات السلبية التي تستهدف حملات التشهير في أغلب الأحيان المسؤولين الحكوميين والسياسيين والمرشحين السياسيين وغيرهم من الشخصيات العامة، بالرغم من ذلك إلا أنه قد يصبح الأشخاص أو المجموعات الخاصة أيضًا أهدافًا لحملات التشهير التي تُرتكب في الشركات والمؤسسات والنظام القانوني والمجموعات الرسمية الأخرى. تُستخدم تكتيكات تشويه السمعة لثني الناس عن الإيمان بهذا الشكل أو دعم قضيتهم مثل استخدام الاقتباسات الضارة.
تختلف تكتيكات التشهير عن الخطاب أو النقاش العادي من حيث أنها لا تؤثر على القضايا أو الحجج المعنية، فالتشهير هو محاولة بسيطة لتشويه سمعة مجموعة أو فرد بهدف تقويض مصداقيتهم.
غالبًا ما تتكون التشهيرات من هجمات شخصية في شكل شائعات وتشويهات لا يمكن التحقق منها أو قد تكون أيضًا أنصاف حقائق أو حتى أكاذيب صريحة؛ غالبًا ما يتم نشر حملات التشهير عن طريق مجلات النميمة، حتى عندما يتبين أن الحقائق وراء حملة التشهير تفتقر إلى الأساس السليم فإن هذا التكتيك غالباً ما يكون فعالاً لأن سمعة الهدف يتم تشويهها قبل معرفة الحقيقة.
يمكن أيضًا استخدام حملات التشهير كتكتيك حملة مرتبط بصحافة التابلويد وهي نوع من الصحافة التي تقدم القليل من الأخبار المدروسة جيدًا وتستخدم بدلاً من ذلك عناوين جذابة وترويج الفضائح والإثارة. على سبيل المثال خلال حملة غاري هارت الرئاسية عام 1988 (انظر أدناه) فقد ذكرت صحيفة نيويورك بوست على صفحتها الأولى بأحرف سوداء كبيرة: "غاري: أنا لست زير نساء".
تعتبر التشويهات فعالة أيضًا في تحويل الانتباه بعيدًا عن المسألة المعنية وتوجيهه إلى فرد أو مجموعة معينة، عادةً ما يجب أن يركز هدف التشويه على تصحيح المعلومات الخاطئة بدلاً من التركيز على المشكلة الأصلية.
تم وصف الانحراف بأنه تشويه ختامي: "أنت تختلق شيئًا ما ثم تجعل الصحافة تكتب عنه ثم تقول أن الجميع يكتب عن هذه التهمة".

## في السياسة
كثيراً ما تسيء المناقشات السياسية إلى ثقة الجمهور من خلال محاولة أحد المرشحين التأثير على الناخبين، ليس عن طريق الحجج المنطقية حول قضايا معينة ولكن عن طريق خطب شخصية لا تتعلق بشكل مباشر بالمسألة المطروحة.
تعود اتهامات الزنا في أمريكا إلى القرن التاسع عشر ومن الأمثلة الشهيرة على ذلك الحملة الرئاسية عام 1884 التي اتهمه فيها معارضون جروفر كليفلاند بأنه أنجب طفلاً غير شرعي. كانت العبارة السياسية التي أطلقها خصومه هي "يا أمي أين أبي؟" وبعد انتخاب كليفلاند أضاف داعمينه ساخرين: "ذهب إلى البيت الأبيض، ها ها ها"، ربما تكون هزيمة كليفلاند لخصمه الرئيسي جيمس جي بلين قد ساعدت في تكتيك آخر لتشويه السمعة تم استخدامه ضده الذي أدى إلى نتائج عكسية خطيرة وهو التأكيد على أن حزب كليفلاند كان حزب "الروم والرومانية والتمرد" (يشير الأخيران إلى الكاثوليكية الرومانية والحرب الأهلية الأمريكية). استخدمت حملة كليفلاند أيضًا شعار "Blaine، Blaine، James G. Blaine، The Continental Liar from the State of Maine" في إشارة إلى صفقات السكك الحديدية التي فقدت مصداقيتها لبلين.
لا يتم استخدام تكتيكات تشويه السمعة ضد بعضهم البعض من قبل المعارضين للمناصب في البلدان الديمقراطية فحسب؛ بل تُستخدم أيضًا في زمن الحرب بين البلدان. نشرت الدعاية السوفيتية والبريطانية في منتصف القرن العشرين فكرة مفادها أن أدولف هتلر كان لديه خصية واحدة فقط (وبالتالي كان أقل من رجل).
ترسم السياسة الأميركية خطاً فاصلاً بين "القذف" و"التشهير"، القضية الأساسية هي أن القذف ليس شكلاً من أشكال الحنث باليمين أو التشهير، كما يمكن أن تشمل السياسة أيضًا البراترية حيث يرفع أحد الخصم دعوى قضائية تافهة ضد الآخر على وجه التحديد للإضرار بسمعة الخصم على الرغم من أن القضية لا أساس لها من الصحة ويمكن رفضها لاحقًا. بحلول الوقت الذي تظهر فيه هذه الحقائق يكون الناخبون قد أدلوا بأصواتهم.

## في قضايا المحكمة
في النظام القضائي الأمريكي تعد أساليب تشويه السمعة (وتسمى عزل الشهود) هي الطريقة المعتمدة لمهاجمة مصداقية أي شاهد في المحكمة بما في ذلك المدعي أو المدعى عليه، في الحالات التي تحظى باهتمام إعلامي كبير أو نتائج عالية المخاطر فإنه غالبًا ما يتم تنفيذ هذه التكتيكات علنًا أيضًا.
ومن الناحية المنطقية تُعتبر الحجة عديمة المصداقية إذا تم العثور على الفرضية الأساسية، "خطأ فادح لدرجة أنه يوجد سببًا لإزالة الحجة من الإجراءات بسبب سياقها الضار وتطبيقها..."، لا تتطلب إجراءات بطلان المحاكمة في المحاكم المدنية والجنائية دائمًا تشويه الحجة التي يقدمها الدفاع أو الادعاء ولكن يجب على محاكم الاستئناف أن تأخذ في الاعتبار السياق ويجوز لها تشويه الشهادة باعتبارها شهادة زور أو ضارة حتى لو كان البيان صحيحًا من الناحية الفنية.

## الاعتبارات الأخلاقية والنفسية والقانونية
يعتبر الكثيرون أن حملات التشهير هي شكل من أشكال الخطاب المخادع؛ لقد تم تحديدها كسلاح شائع للمرضى النفسيينوالحدود والنرجسيين. 
يعترف القانون بقيمة السمعة والمصداقية في العديد من البلدان، غالبًا ما يعاقب القانون على كل من التشهير (النشر الكاذب والمضر) والقذف (البيان الشفهي الكاذب والمضر) وقد يؤدي إلى السجن أو التعويض أو دفع رسوم عن الأضرار التي لحقت.

## الأهداف
تُستخدم تكتيكات التشهير بشكل شائع لتقويض الحجج أو الانتقادات الفعالة.
جون سي فريمونت - 1856 مرشح الانتخابات الرئاسية الأمريكية
المقال الرئيسي: جون سي فريمونت § المرشح الرئاسي الجمهوري
خلال الانتخابات الرئاسية عام 1856 كان جون سي فريمونت هدفًا لحملة تشهير زعمت أنه كاثوليكي، تم تصميم الحملة لتقويض الدعم لفريمونت من أولئك الذين كانوا يشككون في الكاثوليك.
جنرال موتورز ضد رالف نادر
كان رالف نادر ضحية لحملة تشهير خلال الستينيات عندما كان يناضل من أجل سلامة السيارات، من أجل تشويه نادر وصرف انتباه الرأي العام عن حملته فقد قامت جنرال موتورز بتعيين محققين خاصين للبحث عن حوادث ضارة أو محرجة من ماضيه، في أوائل مارس 1966 ذكرت العديد من وسائل الإعلام بما في ذلك ذا نيو ريبابليك ونيويورك تايمز أن جنرال موتورز حاولت تشويه سمعة نادر من خلال توظيف محققين خاصين للتنصت على هواتفه والتحقيق في ماضيه وتوظيف عاهرات للإيقاع به في مواقف مساومة. رفع نادر دعوى قضائية ضد الشركة بتهمة انتهاك الخصوصية وقام بتسوية القضية بمبلغ 284 ألف دولار، تم البت في دعوى نادر ضد جنرال موتورز في نهاية المطاف من قبل محكمة الاستئناف في نيويورك التي وسع رأيها في القضية قانون الضرر ليشمل "المراقبة المفرطة"، استخدم نادر عائدات الدعوى لبدء مركز مؤيد للمستهلك لدراسة قانون الاستجابة.
غاري هارت - مرشح الرئاسة الأمريكية عام 1988
المقال الرئيسي: حملة غاري هارت § 1988 الرئاسية
كان غاري هارت هدفاً لحملة تشهير خلال حملة الانتخابات الرئاسية الأمريكية عام 1988، ذكرت صحيفة نيويورك بوست ذات مرة على صفحتها الأولى بأحرف سوداء كبيرة: "غاري: أنا لست زير نساء".
الصين ضد شركة أبل
أطلقت الصين حملة تشهير ضد شركة أبل في عام 2011؛ بما في ذلك الإعلانات التلفزيونية والإذاعية والمقالات في الصحف التي تديرها الدولة، فشلت الحملة في تأليب الرأي العام الصيني ضد الشركة ومنتجاتها.
ساتيا ساي بابا
اتُهم الزعيم الروحي ساتيا ساي بابا بالاحتيال والاعتداء الجنسي وغير ذلك من سوء السلوك ووصف بابا هذه المزاعم بأنها "حملة تشهير" ولم يواجه أي تحقيق قط وتعرض المنتقدون لانتقادات لعدم وجود أي دليل ضده.
جوليان أسانج
المقال الرئيسي: أسانج ضد هيئة الادعاء السويدية § عملية تسليم المجرمين
وقد وصف الصحفي الأسترالي جون بيلجر الادعاءات ضد جوليان أسانج بأنها حملة تشهير.
كريس براينت
اتهم عضو البرلمان البريطاني كريس براينت روسيا عام 2012 بتدبير حملة تشهير ضده بسبب انتقاداته لفلاديمير بوتين، ثم زعم في عام 2017 أن مسؤولين بريطانيين آخرين معرضون لحملات التشهير الروسية.
أمثلة أخرى
في يناير 2007 تم الكشف عن أن موقعًا مجهولًا هاجم منتقدي موقع Overstock.com، بما في ذلك شخصيات إعلامية ومواطنين عاديين على لوحات الرسائل وكان يديره مسؤول في موقع Overstock.com.
اتهمت الدول وخاصة تلك الواقعة خارج نصف الكرة الغربي بشن حملات تشهير لإسقاط حكوماتها، اتهمت غامبيا الولايات المتحدة وبريطانيا بدعم "ما يسمى بالغامبيين لإنشاء منظمات ومرافق إعلامية لنشر الأكاذيب ضد غامبيا من خلال الإدلاء بتصريحات كاذبة وشائنة ولا أساس لها من الصحة حول حالة حقوق الإنسان".
خلال حرب غزة، لوحظ أن تنظيم داعش قام بحملات دعائية ضد قطر من خلال حملاته الإعلامية. وأفيد أيضًا أن ISGAP يرتبط ارتباطًا وثيقًا بمركز TRENDS للأبحاث والاستشارات في دولة الإمارات العربية المتحدة، حيث عقد كلا المركزين الفكريين مؤتمرات مشتركة. كانت TRENDS وISGAP تستهدف قطر من خلال ربط البلاد بالإرهاب. ومن الجدير بالذكر أن حرس رفيق، المدير العام المؤقت في ISGAP، وعوض البريكي، الرئيس التنفيذي العالمي في TRENDS، شوهدا وهما يتبادلان نفس الأفكار. علاوة على ذلك، تعاون تشارلز آشر سمول والدكتور علي النعيمي، عضو المجلس الوطني الاتحادي لدولة الإمارات العربية المتحدة، مع بعضهما البعض في معهد ISGAP-Oxford الصيفي لتطوير المناهج الدراسية.

## أنظر أيضا
إعلان هجوم
تنمر
بوركينج
إلغاء الثقافة
اغتيال الشخصية
الخداع
زعزعة الاستقرار
التضليل والمعلومات المضللة
التشهير
المثالية وخفض القيمة
كومبرومات
التقليل (علم النفس)، المعروف أيضًا باسم "الخصم"
التشهير
التحقيق الصاخب
التلاعب (علم النفس)
سمك الرنجه الأحمر
الاصطياد الأحمر
الوسم الأحمر في الفلبين
الإعداد للفشل
حملة العار
تقويض اجتماعي
القوارب السريعة
لهجة الشرطة
هذا هو الحال
حملة الهمس